# 吳玉章故居
吴玉章故居位於四川省榮縣雙石鎮蔡家堰村六组，文物遺址年代判定為1878年。1988年为纪念吴老诞辰110周年，国家拨专款在旧居之西重建吴玉章故居和陈列馆。同年12月30日，揭幕开展。1991年4月16日公佈為四川省第三批文物保護單位。2006年5月25日列為第六批全國重點文物保護單位。